# 33440 Nicholasprato
33440 Nicholasprato este o planetă minoră (asteroid) din centura de asteroizi. A fost descoperită pe 22 martie 1999 la Stația Anderson Mesa de Lowell Observatory Near-Earth-Object Search. 
Obiectul prezintă o orbită caracterizată de o semiaxă mare de 2,4581197 UAi, o excentricitate de 0,11, o înclinație de 6,49743 ° în raport cu ecliptica.